# Scott Anderson
John Scott Anderson (31 de marzo de 1954) es un deportista australiano que compitió en vela en la clase Tornado.
Participó en los Juegos Olímpicos de Los Ángeles 1984, obteniendo una medalla de  bronce en la clase Tornado (junto con Christopher Cairns). Ganó dos medallas de oro en el Campeonato Mundial de Tornado, en los años 1983 y 1984.

## Palmarés internacional
| \| Juegos Olímpicos \| Juegos Olímpicos \| Juegos Olímpicos \| Juegos Olímpicos \| \| Año \| Lugar \| Medalla \| Clase \| \| ------------------ \| ---------------------------- \| ----------------- \| ---------------- \| \| 1984 \| Los Ángeles (Estados Unidos) \| Medalla de bronce \| Tornado \| \| Campeonato Mundial \| \| \| \| \| Año \| Lugar \| Medalla \| Clase \| \| 1983 \| Isla Hayling (Reino Unido) \| Medalla de oro \| Tornado \| \| 1984 \| Melbourne (Australia) \| Medalla de oro \| Tornado \| |                              |                   |         |
| Juegos Olímpicos |                              |                   |         |
| Año | Lugar                        | Medalla           | Clase   |
| 1984 | Los Ángeles (Estados Unidos) | Medalla de bronce | Tornado |
| Campeonato Mundial |                              |                   |         |
| Año | Lugar                        | Medalla           | Clase   |
| 1983 | Isla Hayling (Reino Unido)   | Medalla de oro    | Tornado |
| 1984 | Melbourne (Australia)        | Medalla de oro    | Tornado |